# Киянка (притока Глибочиці)
Кия́нка — потік у давньому Києві, тік по урочищах Гончарі й Кожум'яки та нинішньому Киянівському провулку і впадав у Глибочицю на Подолі поблизу нинішнього Житнього ринку. 
З кінця ХІХ ст. повністю взятий у колектор.